# Celestí Sadurní i Deop

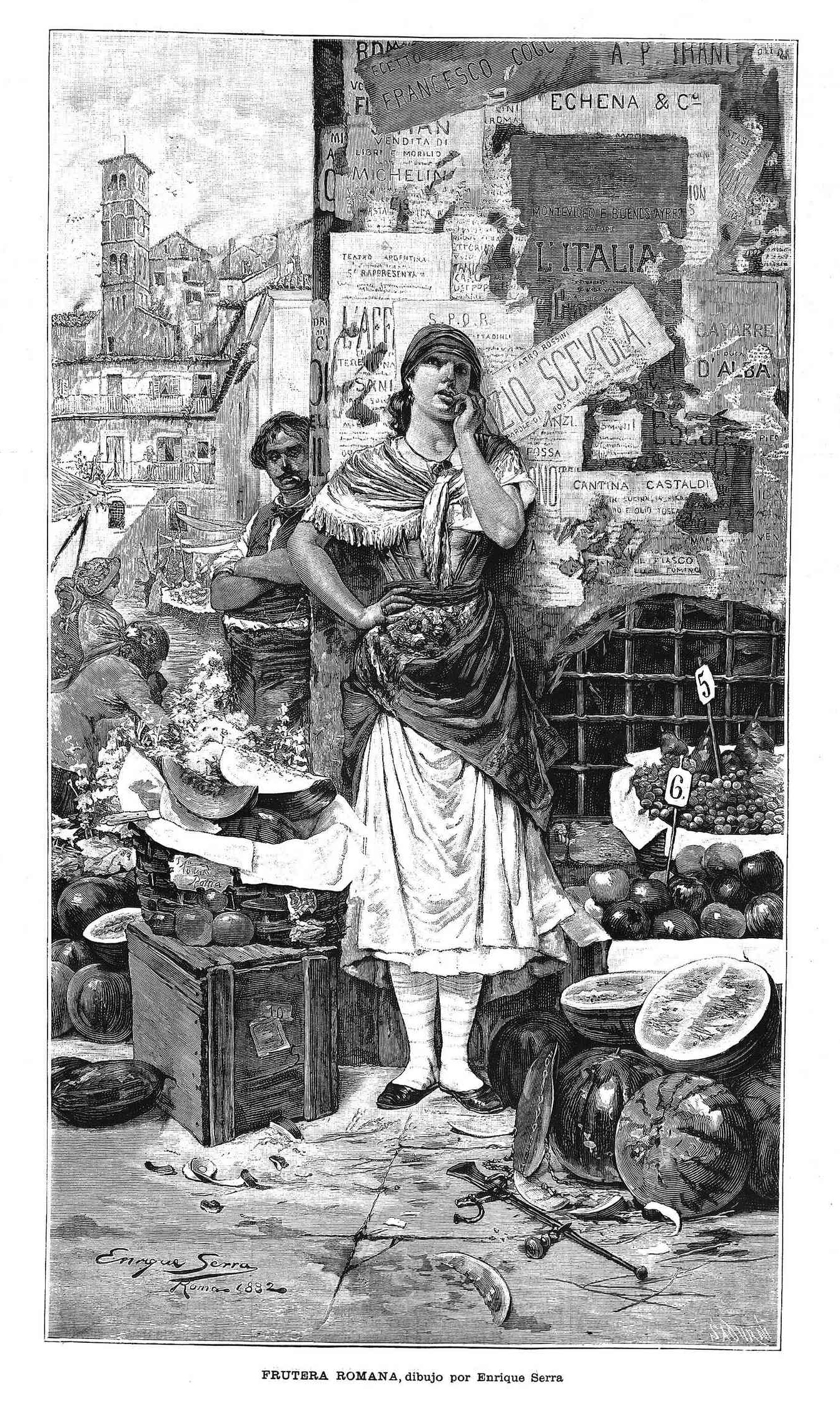
Obra de Celestí Sadurní i Enrique Serra "La futura romana".

Celestí Sadurní i Deop (Barcelona, 1830 - Barcelona, 19 d'octubre de 1896) fou un gravador que es va distingir per les incrustacions sobre metall.
Fill de Josep Sadurní i Margarida Deop. Casat amb Coloma Gurguí varen ser pares de Josep, Joaquim i Celestí Sadurní i Gurguí.
En un principi fou armer, però un desagradable incident del qual fou víctima, ocasionat per la guerra civil, li suggerí la idea de canviar la seva primera professió per la del gravat amb boix, en què posà vocació i constància, dedicant algunes hores diàries a assajos gravant al·leluies, romanços de cec i altres il·lustracions de literatura de carrer per la casa Bosch, dedicada singularment a aquest ram a Barcelona, el dibuix dels quals alguna vegada fou obra del notable i popular artista Tomàs Padró i Pedret, el qual va veure en Sadurní i Deop reveladores aptituds d'una futura notabilitat en el manegament del burell i posà interès a estimular-lo confiant al damasquinat vinyetes per altra classe d'impressions, no tardant donar-li a gravar làmines soltes per a novel·les editorials, retrats, etc.
Però vers el 1877 el seu orgull el portà a París i ocupà una plaça d'ajudant en el taller del mestre Tilly, per no ser ja més gravador autodidacte entre la plèiade d'especialistes barcelonins entre els quals figuren Brangulí, Mullor, el madrileny Moracho, Artigas, Gómez (Enric i Antoni), Romeu, Llopis, Ribas, etc. Al seu retorn després de mig any, el cisell de Sadurní i Deop fou primorós, encara que no abandonà la singular condició de respectar els tons del dibuix, en el qual conservà sempre la personalitat típica de cada artista.
Des de llavors, per les seves qualitats del seu hàbil cisell i talla elegant, figurà en primera línia. Quan la revista il·lustrada La Acadèmia passà, des de la capital d'Espanya, a imprimir-se a Barcelona i va voler emular dignament a la famosa Ilustración Española y Americana, editada a Madrid, en les pàgines de la qual el gravat espanyol en fusta assolí la major perfecció artística, llavors els editors de La Academia cridaren a Sadurní I Deop, encarregant al gravador la fidel interpretació d'unes admirables composicions originals del pintor i il·lustrador Ricardo Balaca foren trameses a Barcelona amb la indicació: <Recomendado por el señor Sadurní.> No tardaren les principals Il·lustracions estrangeres en sol·licitar la reproducció galvànica de tals obres, i llavors el modest damasquinador assolí a Europa i Amèrica la consideració d'eminent gravador en fusta, i el nom d'ambdós artistes merescuda fama.
Va realitzar il·lustracions pel Calendari de l'Ermità, editat anualment a partir de 1875. En una època anterior (1873) Sadurní i Deop havia pres part en les oposicions per la càtedra de gravat en l'Acadèmia de Belles Arts de Barcelona, sent el seu contrincant l'hàbil calcògraf Joaquim Furnó i Abad, plaça que no fou adjudicada a cap dels dos. En l'Exposició d'Arts Industrials celebrada el 1881 en les sales del Foment de la Producció Nacional (Barcelona), aconseguí la medalla de plata per diverses proves de gravats per a l'edició del Quixot il·lustrat per Balaca i Pellicer, i en l'especial de Belles Arts de la capital catalana (1891) li fou adjudicat a Sadurní i Deop diploma honorífic pel seu esplèndid boix amb el retrat d'Eusebi Pascual i Casas, que havia publicat el diari La Publicitat en les seves pàgines. La signatura en els boixos de Sadurní i Deop es varia en la seva forma i objecte; l'habitual del seu viatge a París diu Sadurní: però al seu retorn emprava l'abreviatura STIN (contracció de Célestin, segons el nomenaven a casa del gravador Tilly; a voltes, una T i S enllaçades, per a significar: <Taller Sadurni> quan el gravat era obra feta en col·laboració dels seus fills (artistes en música); en especial la secundaven el fill gran, deixeble de Capuz i identificat en el modo d'interpretació del seu progenitor.